# Brockessches Haus
El Brockessche Haus, también conocido como Brockessches o Brock'sches Palais en publicaciones recientes, es un edificio industrial y residencial catalogado en el centro de Potsdam. Fue construido en 1776 según un diseño de Carl von Gontard en la calle Am Kanal (hoy Yorckstrasse 19/20) con subvenciones de Federico II para el molinillo de vidrio Johann Christoph Brockes. Después de numerosos cambios de propiedad y de estar desocupado durante mucho tiempo, el palacio fue completamente restaurado a finales de 2016 y desde entonces se utiliza como edificio residencial.

## Historia
En 1722, el teniente von Kleist hizo construir una casa entre los establos y la iglesia de la Guarnición. Por lo tanto, la Werner-Seelenbinder-Straße de hoy se llamó Mammonstraße debido a su prosperidad (mammon). En la propiedad trasera del canal de la ciudad, hizo construir un cuartel de soldados, que popularmente se llamó "bolsa de cartuchos" debido a su poca profundidad de construcción. 
Johann Christoph Brockes adquirió la propiedad en Yorckstraße en 1770 y le pidió a Friedrich II para el apoyo económico para la construcción de un centro comunitario. No fue hasta 1776 que el rey puso a disposición los fondos necesarios para la fachada, que había sido diseñada por Carl von Gontard. El costo restante de la construcción con alrededor de 1.700 metros cuadrados de superficie útil, de los que era responsable el director de obra Friedrich Wilhelm Titel, tuvo que soportar el propio Brockes. Además de los locales residenciales y comerciales, el edificio también albergaba el almacén y las dependencias. 
Después de la muerte de Brockes en 1804, los herederos vendieron el edificio al estado prusiano, que albergaba allí la cámara de cuentas superior. En el Reich alemán, a partir de 1871, la Cámara de Cuentas continuó como Tribunal de Cuentas. La casa Brockessche sobrevivió a la Segunda Guerra Mundial – aparte de unos pocos agujeros de bala, salió ileso mientras las dependencias se quemaban.
Después del final de la guerra, en 1945, la oficina de construcción de telecomunicaciones de Deutsche Post se mudó allí y permaneció allí hasta que se cerró la instalación como resultado de la reunificación en 1990. Después de eso, pasó a ser propiedad de Deutsche Telekom . Si bien estuvo vacante desde 1990, se discutieron diferentes usos posibles como hotel, autoridad o ubicación para el Museo de Potsdam. El edificio también sirvió como objeto de diseño para los estudiantes de arquitectura de la Universidad de Ciencias Aplicadas de Potsdam. No fue hasta alrededor de 2010 que el grupo Baywobau Baubetreuung GmbH adquirió la propiedad de la oficina de correos. Después de un concurso de arquitectura, se seleccionó el diseño ganador de Stefan Höhne para su implementación. El desmantelamiento y rehabilitación del edificio comenzó a principios de 2014. El subsuelo húmedo resultó ser particularmente difícil, por lo que se utilizaron 329 pilotes de hormigón armado 40 para el palacio real y las alas previstas metros de profundidad bajo tierra. La ceremonia de coronación tuvo lugar en julio de 2015.  El inversionista hizo construir 18 condominios en el antiguo edificio bajo las normas de protección de monumentos, el más grande con 324 metros cuadrados en el bel étage manteniendo la suite de siete habitaciones. Junto con los dos nuevos edificios a lo largo de Yorckstraße y las dos alas sur, una cochera y el ala oeste, la parte norte del antiguo Long Stable diseñado por Nöfer Architects , se construyó la parcela 103 de 5400 metros cuadrados. Pisos listos para entrar a vivir a partir de diciembre de 2016.

## Arquitectura

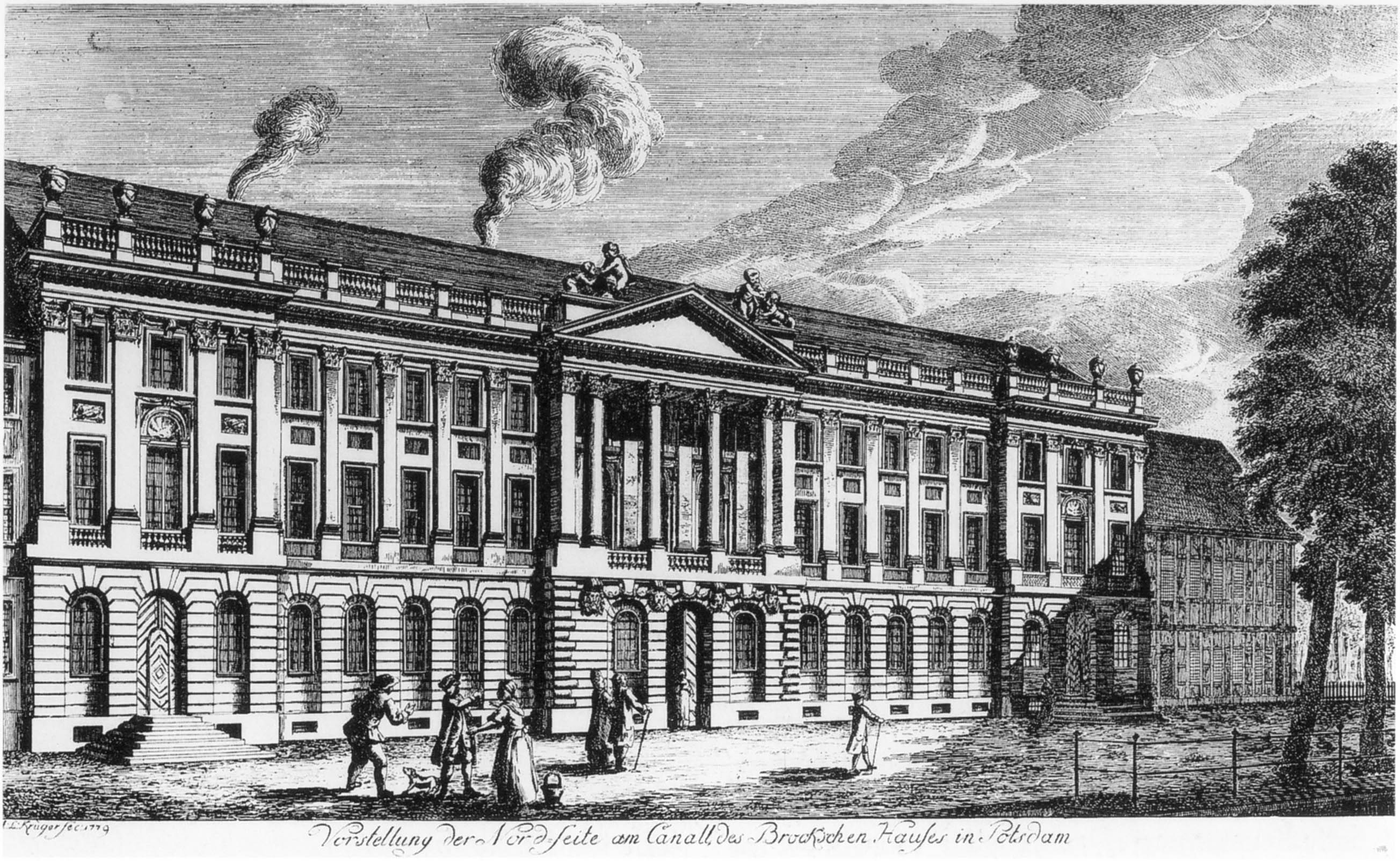
Potsdam, Brockessches Haus, grabado de Andreas Ludwig Krüger, 1779

En su diseño para la fachada del edificio de tres pisos con 19 ejes, Carl von Gontard se orientó hacia la arquitectura de los castillos franceses y se inspiró particularmente en el diseño de Perrault para la fachada este del Louvre y los chalés franceses. La fachada barroca, decorada con estucos y esculturas, está estructurada por un ático y por voladizos centrales y angulares. Cada uno de los cuerpos de vanguardia de las esquinas está coronado por cuatro jarrones decorativos de piedra arenisca. En el cuerpo de vanguardia central hay una logia, que consta de cuatro columnas completas y está coronada por un frontón. Encima del frontón, putti de los hermanos Wohler, que estuvieron almacenados durante varios años, con símbolos de fabricación de vidrio que hacen referencia a la profesión del primer propietario. Según Saskia Hüneke, conservadora de la Fundación de los Palacios y Jardines de Prusia, uno de los putti debería inclinarse sobre el manual del arte de la fabricación de vidrio del alquimista de Potsdam e inventor del cristal de rubí Johannes Kunckel.  Tres jarrones de piedra arenisca tuvieron que ser reelaborados para la producción de la decoración de figuras históricas. 
La fachada con el edificio residencial de ocho metros de ancho detrás de él con talleres en el patio es un ejemplo de Friedrich. II comandaba fachadas de palacio, que popularmente se conocían como "front chemises". Sin embargo, debido a la poca profundidad del edificio, se mantuvo el nombre del edificio anterior.

## enlaces web
- Sitio web del proyecto para la revitalización Archivado el 23 de junio de 2018 en Wayback Machine.
- Mapa de la planta baja Archivado el 6 de febrero de 2017 en Wayback Machine.

- Datos: Q17310610